# Sölasund

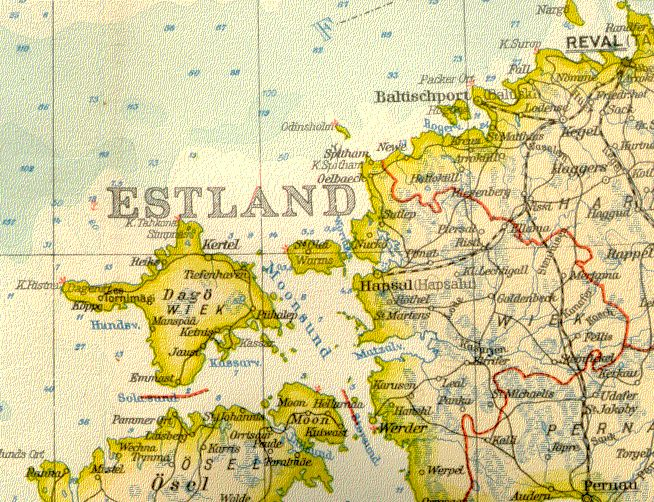
Svensk karta från 1926 över kusten omkring Dagö

Sölasund (även Sälsundet, estniska: Soela väin) är det sund i Estlands västra skärgård som skiljer Dagö från Ösel.
Sundet förbinder Moonsund (Väinämeri) med Östersjön. Avståndet mellan Ösel och Dagö vid den smalaste delen av sundet är omkring 5 kilometer. Det är förhållandevis grunt med djup på 2-3 meter. I sundet ligger de små skären Pihlalaid, Suurkuiv och Väikekuiv. Sundet trafikeras av en färja mellan Sõru sadam vid Emmaste på Dagö och hamnen i Triigi utanför Leisi på Ösel.